# غير منشد
غير منشد: تاريخ المرأة في الموسيقي الأمريكية هو كتاب غير روائي كتبته كريستينا عامر عن موضوع المرأة في الموسيقي ونُشر لأول مرة في عام 1980 مع طبعة ثانية نشرت عام 2001. يغطي الكتاب حوالي 200 عام من مشاركة المرأة الأمريكية في الموسيقي. أصبح غير منشد «نصاً قياسياً» لموضوع المرأة في الموسيقى.
يغطي غير منشد جوانب عديدة من النساء في الموسيقى باستثناء المطربين, وذلك تأكيداً من المؤلفة علي أنهم لا يعانون نفس مستوي التمييز بين الجنسين مثل المساعي الأخرى التي تتبعها النساء في الموسيقى, مثل القيادة الموسيقية والتأليف. يناقش غير منشد هذا التميز الجنسي الذي تواجهه العديد من الناس خلال حياتهم الموسيقية, خاصة في عالم الموسيقى الكلاسيكية والأوساط الأكاديمية.
المحتوى

## الطبعة الأولي
كتبت عامر الطبعة الأولى من غير منشد لأنه كان هناك نقص في المناهج حول النساء في الموسيقي في ذلك الوقت. عندما نُشر غير منشد لأول مرة في عام 1980, اعتبر: «كتاباً رائداً في وقت اعتبرت فيه الناس الموسيقي منطقة مستحدثة تقع على هوامش علم الموسيقي», ووفقاً لموسيقى ورسائل. لم تجذب الطبعة الأولي من غير منشد الأنتباه إلى أدوار المرأة في الموسيقى فحسب, بل ساعدت أيضاً على كسب الموسيقي في الولايات المتحدة «شرعية علمية». أشادت مجلة «جورنال» الأضافة الأولى للنثر الذي يمكن الوصول إليه، والحصول على معلومات حول الملحنين الأحياء «غير متوفرة في مكان آخر».

## الطبعة الثانية
تحتوي الطبعة الثانية على الكثير من الأعمال الأصلية, مع إضافات لمساهمات المرأة في موسيقي الجاز والموسيقي الشعبية. وتشمل التغيرات الأخرى إضافات النساء المشاركات في الموسيقي الإلكترونية, موسيقي الأفلام, فن الأداء و«التكتل السياسي الدولي».

## النقد
شعرت مجلة «المكتبة» بأن العنوان كان سلبياً إلى حد ما, معتبرةً أن: «العديد من هؤلاء الموسيقين الممتازين حظوا بشهرة واسعة النطاق».

## روابط خارجية
غير منشد في كتب جوجل